# Vindicación del arte en la era del artificio
Vindicación del arte en la era del artificio (en inglés Reclaiming Art in the Age of Artifice: A Treatise, Critique, and Call to Action) es un ensayo de 2015 del escritor y cineasta canadiense J. F. Martel.

## Sinopsis
Vindicación del arte en la era del artificio es un alegato contra el estado actual del arte, sometido a las leyes del mercado, la cada vez más absorbente cultura del espectáculo y la perniciosa influencia del progreso tecnológico, donde ya no es la tecnología la que se adapta a nuestros deseos y necesidades sino nuestros deseos y necesidades los que se adaptan a la tecnología. Debido a todo ello, Martel reclama buscar salidas a la honda decepción que produce este panorama decadente, que equipara con el estado de la biosfera, como algo que también está en peligro de extinción.
Tomando ejemplos, que van de las pinturas de las cuevas del Paleolítico a la música pop, va construyendo las bases de su pensamiento crítico a través de referencias a las reflexiones de Joyce, Wilde, Deleuze y Jung, entre otros, para hacernos recordar de nuevo que el arte y la emoción estética son un fenómeno humano innato que no sólo precede a la formación de las culturas y sociedades humanas sino que expresa una realidad mucho más profunda y compleja que la que cualquier artificio ideológico o de consumo pueda transmitirnos.